# Пасивна фазована антенна решітка

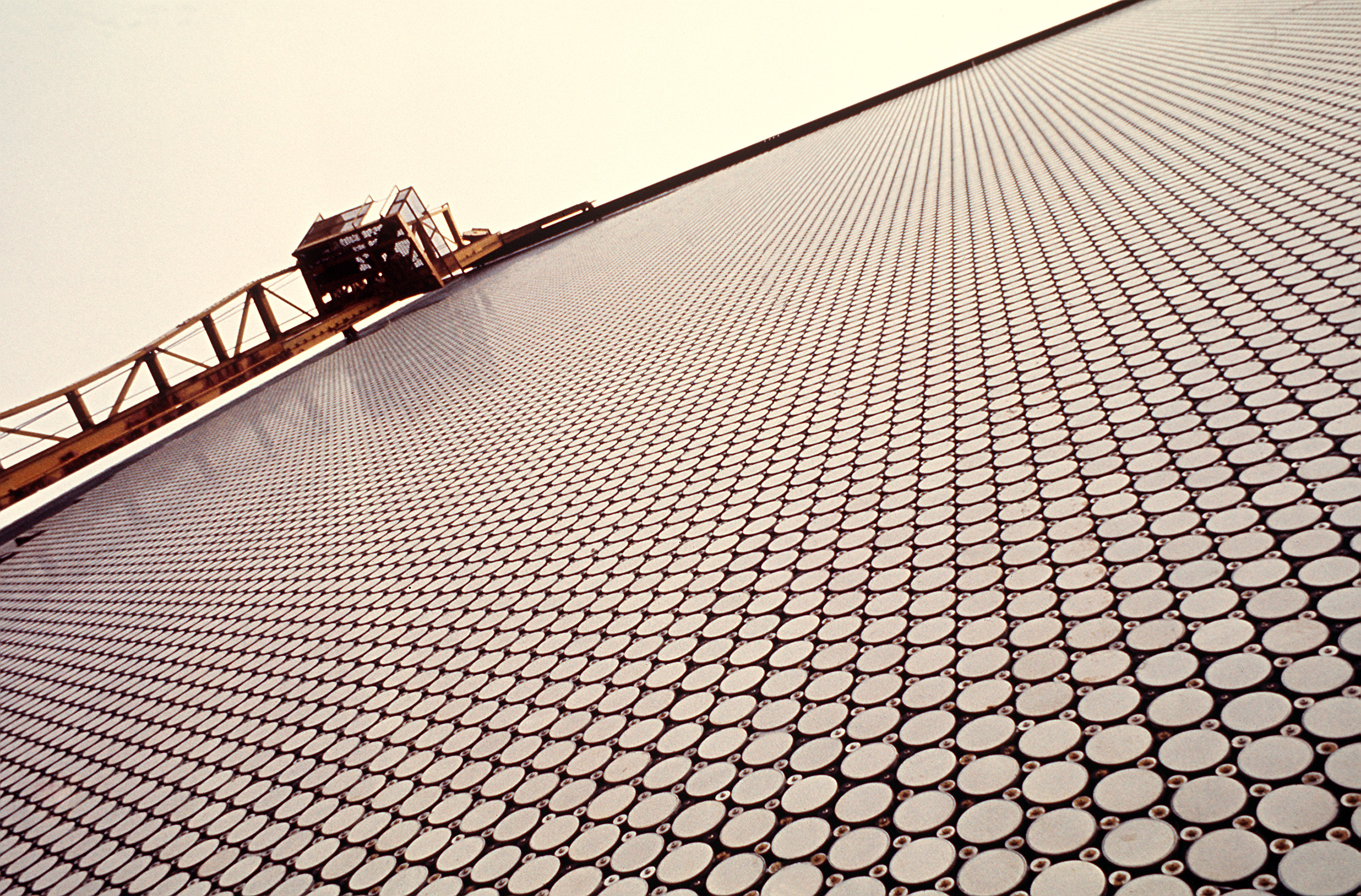
ПФАР РЛС AN/FPS-108 (Аляска, США)

Пасивна фазована антенна решітка (англ. passive electronically scanned array, PESA), ПФАР — фазована антенна решітка, має центральне радіочастотне джерело, яке через фазообертачі (як правило, з цифровим керуванням) направляє енергію у випромінюючі елементи, розташовані в передній частині антени. Є попередником активної ФАР, де кожен з випромінюючих елементів має своє джерело.

## Принцип роботи
Антена підключається до потужного радіопередавача і випромінює короткий імпульсний сигнал. Потім передавач відключається від антени, і вона з'єднується з чутливим приймачем, який посилює відображення сигналу випромінення від цільових об'єктів. Вимірюючи час, який знадобився для повернення сигналу, можна визначити відстань до об'єкта. Отриманий результат використовується для подальшої обробки або відображується на дисплеї.
У загальному випадку, для сканування певної частини неба антена повинна фізично переміщатися в різних напрямках. З появою в 1960-х роках твердотільних пристроїв, які дозволяють управляти затримкою сигналу, що передається, стала можливою практичною реалізацію антен з пасивними ФАР великих розмірів. ПФАР розподіляє сигнал від одного джерела на сотні шляхів, вибірково затримуючи деякі з них, і посилає на індивідуальні антени. Радіосигнали від окремих антен взаємодіють в просторі, а інтерференційні картини між ними вибудовуються так, щоб посилювати сигнал в певних напрямках і пригнічувати його у всіх інших. Затримки можуть легко контролюватися електронікою, що дозволяє дуже швидко управляти променем, не переміщуючи антену. ПФАР може сканувати обсяг простору набагато швидше, ніж традиційні механічні системи. Крім того, завдяки прогресу в області електроніки, з'явилася можливість генерувати за допомогою однієї ПФАР кілька активних променів, що дозволяє їм продовжувати перегляд неба і в той же час фокусувати менші промені на певних цілях, наприклад, для відстеження або спрямування ракет з напівактивним радіолокаційним самонаведенням
Центральним джерелом зазвичай є магнетрон, клістрон або ЛБХ, які здатні посилювати або генерувати сигнал великої потужності у вузькому діапазоні частот. Антени можуть бути відбивними або прохідними. Прохідні ФАР, в свою чергу, бувають двох видів: з відкритою хвилеводною системою, коли решітка опромінюється одним широким променем від слабко-спрямованого джерела, і з закритою, коли сигнал подається до елементів решітки за допомогою розгалуженої системи волноводів.
ПФАР швидко набули широкого поширення на кораблях і великих стаціонарних вогневих точках, за якими з мініатюризацією електроніки пішли і бортові системи.

## Приклади РЛС з пасивною ФАР
- 9С32 (РЛС наведення для ЗРК С-300В);
- AN/MPQ-53, AN/MPQ-65 (РЛС для ЗРК «MIM-104 Patriot»);
- AN/SPY-1 (РЛС для системи «Іджіс»);
- AN/TPQ-36 (мобільна РЛС);
- AN/TPS-59 (мобільна РЛС);
- БРЛС-8Б «Заслон» (бортова РЛС для МіГ-31);
- Н011М «Барс» (бортова РЛС для Су-30МКА/МКІ/МКМ);
- Н035 «Ірбіс» (бортова РЛС для Су-35);
- В004 (бортова РЛС для Су-34);
- «Оса» (бортова РЛС для МіГ-29УБТ);
- ESIRA (Electronically Scanned Interceptor Radar Antenna);
- EMPAR (European Multifunction Phased Array Radar).